# Jacques Natanson
Jacques Natanson (Asnières-sur-Seine, 15 maggio 1901 – Le Bugue, 19 maggio 1975) è stato un drammaturgo, regista e sceneggiatore francese.

## Biografia
Jacques Natanson nacque ad Asnières, il 15 maggio 1901.
Iniziò a scrivere commedie già da adolescente, ottenendo buoni successi a Parigi con L'età felice (L'Âge heureux) nel 1922,  e soprattutto con Fiore di serra (Enfant truqué, 1922), incentrata sulle prime avventure amorose di un adolescente, al quale, il padre cinico, ha insegnato ad odiare le donne.
Un grande successo riscosse anche L'adolescente (Le greluchon délicat, 1925), la cui trama descrisse le vicende di un giovane che, non abbandona l'amante per appagare il protettore della generosa donnina.
La sua commedia L'infedele sconvolto (L'infidèle éperdu, 1925) venne scelta per inaugurare il Théâtre de la Michodière, il 16 novembre 1925.
Complessivamente Natanson si dimostrò uno scrittore molto importante nell'ambito della letteratura drammatica tra le due guerre, e si caratterizzò per opere di argomento amoroso, intrise di elementi psicologici, manifestate con brillantezza, ironia, violenza, nel quadro di una società borghese e benestante.
La sua attività teatrale lo mise in contatto con il mondo del cinema, per il quale adattò nel 1929 L'adolescente, rinominato Anschluß um Mitternacht.
Ha poi assunto la carica di direttore artistico in diversi film prima di partecipare nel 1931 alla sceneggiatura di Di notte a Parigi (Un soir de rafle) al fianco di Henri-Georges Clouzot e Henri Decoin.
Dal 1933 con Grandeur et décadence effettuò una breve e non molto felice esperienza come regista cinematografico, che si concluse nel 1936, anno del suo ultimo film, Les gais lurons.
Successivamente scrisse i dialoghi per il film Il corriere dello zar (Michel Strogoff. Le Courrier du tzar) del 1936, oltre a collaborare per Mademoiselle Docteur, sempre nello stesso anno.
Nel mondo cinematografico Natanson è conosciuto soprattutto per la sua collaborazione con il regista Max Ophüls, per il quale ha scritto numerose sceneggiature e dialoghi, tra cui Il piacere e l'amore (La Ronde) (1951), che gli è valso una nomination agli Oscar, Il piacere (Le Plaisir) (1952), Lola Montès (1955), e Da Mayerling a Sarajevo (De Mayerling à Sarajevo), melodramma in costume sull'arciduca Francesco Ferdinando d'Asburgo-Este, caratterizzandosi per uno stile elegante e un'arguzia aneddotica che si coniugarono perfettamente con la chiarezza luminosa e la perfezione formale delle immagini tipiche di Ophüls.
Colette ha definito Natanson come «l'autore drammatico più talentuoso della sua generazione».

## Opere

### Teatro
- L'età felice (L'Âge heureux, 1922);
- Fiore di serra (Enfant truqué, 1922);
- Amanti pazzi (Les Amants saugrenus, 1923);
- L'adolescente (Le greluchon délicat, 1925);
- L'infedele sconvolto (L'infidèle éperdu, 1925);
- Fabienne (1933);
- Michel (1934);
- Un valletto di commedia (Un valet de comédie, 1947).

## Filmografia

### Regia
- La Fusée (1933);
- Maître Bolbec et son mari (1934);
- Le Clown Bux (1935);
- Les Gais Lurons, regia di Paul Martin (1935).

### Dialoghi
- Di notte a Parigi (Un soir de rafle), regia di Carmine Gallone (1931);
- L'Ordonnance, regia di Viktor Turžanskij (1933);
- Il corriere dello zar (Michel Strogoff. Le Courrier du tzar), regia di Jacques de Baroncelli e Richard Eichberg (1936);
- Accordo finale (Accord final), regia di Ignacy Rosenkranz (1938);
- Rabbia in corpo (La Rage au corps), regia di Ralph Habib (1954);
- Lola Montès, regia di Max Ophuls (1955).